# 柏拉圖實在論
柏拉圖實在論（英語：Platonic realism），哲學術語，用來稱呼由希臘哲學家柏拉圖建立的實在論觀點。柏拉圖認為，共相是存在的，但是不是以一般物理性的方式存在，而是以理型（ideal forms）的方式存在。柏拉圖因此將世界切割為兩個不同的區塊：「形式的」智慧世界、以及我們所感覺到的世界。我們所感覺到的世界是從有智慧的形式或理想裡所複製的，但這些複製版本並不完美。那些真正的形式是完美的而且無法改變的，而且只有使用智力加以理解才能實現之，這也表示了人的智力並不包含知觉能力或想像力。